# 虹色ラーメン
『虹色ラーメン』（にじいろラーメン）は馬場民雄（協力/1〜11巻：新横浜ラーメン博物館、12〜18巻：ラーメン総合研究所・武内伸）による日本の漫画作品。
ラーメンをテーマにした作品で、秋田書店刊行『週刊少年チャンピオン』に2001年19号から2004年34号まで連載された。全160話。単行本は秋田書店の少年チャンピオン・コミックスより全18巻。連載終了後すぐに描かれたエピローグ全3話は単行本には未収録である。

## 概要
『月刊少年チャンピオン』（秋田書店）でサッカー漫画『やんちゃ☆ゴール!』を連載していた馬場の元に『大介ゴール!』連載当時の編集者から連載企画の話が持ち込まれた。それは『ご馳走さま!』のようなラーメン漫画であった。馬場本人にはやる気はあまりなかったが、主人公を高校生にし部活動にする、登場するヒロインにメイド服を着せるといったようなアイデアが浮かんでいった。『やんちゃ☆ゴール!』は馬場本人には描きたいことを描けた作品になったが、人気が伴わずに連載終了。馬場から企画を出したSF物も編集側には受け入れられず、本作の連載の運びとなる。連載が始まると、ラーメン甲子園などいろいろとアイデアも浮かび、3年に渡る長期連載となり、馬場の代表作に挙げられるような作品になった。
本誌連載でのアンケートなどの人気は高かったものの、単行本の売り上げは今一つだった。

## あらすじ
主人公の榊太陽はどこにでもいる普通の高校生だった、「高校生にもなってラーメンを知らなかった」という一点を除いて。新入学初日に成り行きで入ったラーメン店「ラーメン与田」で、太陽は生まれて初めて食べたラーメンに感動のあまり虹を見る。「ラーメン与田」の店主が高齢によりもうじき店を閉じることを告げると、太陽は与田の手伝いを買って出て、太陽の周りにいた仲間もこれに協調し、「ラーメン与田」を活動の本拠地にした東雲高校ラーメン部が誕生する。ラーメン部は大会などで活躍し、「ラーメン与田」を盛り立てる。太陽は幾多のラーメン職人との勝負を通して、生まれ持っていたラーメン職人としての才能を伸ばし続ける。

## 登場人物

### 東雲高校ラーメン部
榊太陽（さかき たいよう）
本作品の主人公。「ラーメン与田」のラーメンを食べて感動のあまり虹を見たことで、ラーメンに目覚める。得意のラーメンは、「ラーメン与田」から受け継いだ昔ながらの醤油ラーメン。麺に幻の小麦「天虹」を使ったり、ラーメン部特製の三色ナルトを乗せることもある。勝負相手の得意とする土俵に乗ったり他のラーメン職人を手助けする形でいろいろなラーメンを作っており、そのバリエーションは広い。
明るく優しい好青年であるが、ラーメンのこととなると周りが見えなくなることもしばしば。ラーメンを通したお客さんとの触れ合いを大切にしている。
「ラーメン与田」で経験を重ね、幾多の強豪職人とラーメン勝負をしていくなかで才能が開花し、一流のラーメン職人へと成長する。物語の中盤で、ラーメン界の覇王である神宮寺雷蔵の実子であることが判明する。
高校卒業時にひかりに告白する。大学には進学はせず、乾竜美とともに全国行脚しつつ、調理師免許取得のための調理業務経験を積んでいる。
原田ひかり（はらだ ひかり）
太陽と同学年。本作品のヒロイン的存在。自宅は太陽の自宅と向かい合わせのマンション。太陽に好意を寄せているが、ラーメン一途な太陽はそのことに気付いていない。
ラーメン部の中では味を見極めるしっかりとした舌を持ち、たびたび太陽をサポートしたり、ヒントになるような発言をしたりする。
高校卒業後は大学へ進学。卒業時に太陽から「自分の店を構えた際には一緒にいてほしい」と告白を受ける。
岡夏樹（おか なつき）
太陽と同学年。強気な性格の女生徒で、ひかりの大親友。運動神経が抜群。ラーメン部では主に給仕を担当している。高校卒業後にはスポーツ推薦で大学へ進学。
赤城雄一郎（あかぎ ゆういちろう）
太陽と同学年。荒々しい性格で、ケンカ話が耐えない。柔道部に勧誘されるほどの体格と怪力を持ち、それを活かした豪快な麺打ちのパフォーマンスを得意とし、ラーメン部の麺担当となる。
巨乳好きであり、巨乳女性にたびたび見惚れている。
長谷川博（はせがわ ひろし）
太陽と同学年。入試の成績1位であり入学式では新入生代表挨拶もした。太陽が与田を手伝っていたことがアルバイト禁止の校則違反として問題になった際に「ラーメン部」設立を学校側に提案する。ラーメン部ではブレーン役とスープを担当する。のちに生徒会長に就任。
久保隼人（くぼ はやと）
太陽の一学年下。赤城を上回る大柄な体躯の持ち主である。ラーメン好きで、豊富なラーメン知識を持ち、鼻がとても効く。実家はカレー屋。
入部当初は知識はあってもラーメン調理の技量・経験は無かったが、第二回ラーメン甲子園に出場し予選を全勝という太陽以上の戦績で勝ち抜く。新入生の皇朔夜に巧みに操られ、準決勝では太陽と共に実家の父親を説得するために開発したカレーラーメンで、決勝は皇の指南による茶樹キノコを用いたサンマーメンで優勝。肝心なときにラーメン部をおいて京都に出向いた太陽を憎み、麺王杯で太陽と対決するが、太陽のラーメンを食べて太陽の大きさに気付き、和解する。
杉ちはや（すぎ ちはや）
太陽の一学年下。小柄な女生徒で、良家のお嬢様。料理や料理写真を目で見ただけで美味しいかどうかが分かる。
姉・あやめは太陽の一学年上で生徒会執行部に所属している。
東堂晶（とうどう あきら）
太陽の二学年下。つけ麺屋「松寿軒」の娘。太陽、久保の後を引き継いでラーメン職人となり、第三回ラーメン甲子園では女性として初出場のみならず、準優勝を果たす。
東海林正（しょうじ ただし）
太陽の二学年下。そば屋「松寿庵」の息子であり、幼馴染の従兄弟である東堂晶を想い続けるキャリアは16年。
露木薫（つゆき かおる）
ラーメン部の顧問の女性教諭。「ラーメン与田」にはあまり姿を見せないが、ラーメン部の合宿のときは部員を引率する。部員の長谷川博は従兄弟である。

### ラーメン甲子園の出場選手
鳳レイ（おおとり レイ）
最高級の国産小麦「鳳凰」を使いこなし、第一回ラーメン甲子園の予選で出した塩ラーメンで太陽らを圧倒する。決勝戦前に神宮寺グループに最高級の材料を集めさせ、一杯5000円を超える「究極のラーメン」を作るが、ラーメン部の「ノスタルジックな味」とはまったくの同数票となる。神宮寺雷蔵がそれぞれのラーメンの原価、推定販売価格を述べ、判定負けとなる。
容姿端麗で女性人気も高いが、その実は男装した女性である。幼いころより男として育てられ、ラーメン職人であった彼女の母親を「女だから」と差別した神宮寺雷蔵とラーメン業界に対する復讐を誓いラーメン甲子園に参加する。しかし、実際には雷蔵は差別したわけではなく、原価を度外視した高級材料を用いたラーメン製造に難を示していただけであり、職人としては高い評価をしていた。決勝戦後に雷蔵から本来の姿に戻るように諭され、復讐の心は瓦解する。
その後は女性としての生活に戻ったが、ラーメン職人としては従来通り男性職人として通している。
乾竜美（いぬい たつみ）
乾財閥の御曹司であるが、ラーメン職人になることが乾家には受け入れられず、一人暮らしをしてラーメン修行をしていた。得意のラーメンはとんこつ醤油ラーメン。「ラーメン与田」でのラーメン部との勝負を経て、太陽のよき親友、よきライバルとなる。第一回ラーメン甲子園の準決勝では、鳳レイの塩ラーメンに敗れる。その後、京都の大学に通いながら自分の店を立ち上げる。
ラーメンを通じて、乾家の面々とのわだかまりも解消。麺王杯決勝では太陽の助手を務める。麺王杯決勝後は厨房機能を備えた車を購入し、太陽ともども全国行脚を行っている。
藤原秀郷（ふじわら ひでさと）
第一回ラーメン甲子園の予選リーグでのラーメン部の相手の1人。背脂チャッチャ系の新佐野ラーメンを創るが、佐野ラーメンの味の要である「水」を軽視したために、ラーメン部に敗れる。麺王杯決勝では太陽たちに「水」を届けるとともに手伝いをしている。
金森長近（かなもり ながちか）
第一回ラーメン甲子園の予選リーグでのラーメン部の相手の1人。忍者の末裔であるように描写されている。昼と夜で味が変わる飛騨高山ラーメンの強みを出すため試合開始時間の変更を申し出たり、祭りで使う屋台を総動員させるなど、試合の外での策を弄したが、試合前に太陽に渡した飛騨ネギがポイントとなりラーメン部に敗れる。麺王杯決勝にも駆けつけている。
八幡義綱（やはた よしつな）
第一回ラーメン甲子園の一回戦でのラーメン部の相手。父の店を守るために優勝することに固執し、辛味噌ラーメン（赤湯ラーメン）の唐辛子の量を増やして審査員である観客の味覚を奪うことを画策するが、原田ひかりが機転を効かせて持ってきた冬瓜によって観客の味覚は戻り、ラーメン部に敗れる。その後、冷やしラーメン専門店「駒姫屋」で修行し、太陽とともに駒姫屋の窮地を救った。
有馬純太郎（ありま じゅんたろう）
第一回ラーメン甲子園の準決勝でのラーメン部の相手。どトンコツ久留米ラーメンでラーメン部と勝負するが、前半戦と後半戦で味を替えた太陽のラーメンの前に敗れる。その際に太陽のラーメンを「風見鶏」と評し、太陽を「ラーメン職人ではない」と断じて太陽に衝撃を与える。その後は、自分のラーメンを見出してラーメン甲子園に優勝した太陽のラーメンを「魂がこもっている」と評して和解している。
姉がいて、頭が上がらない状態。その姉は、麺伶王・獅子堂啓介と恋仲になっている。

### 神宮寺グループ
神宮寺雷蔵（じんぐうじ らいぞう）
国内のラーメン業界において圧倒的な勢力を誇る神宮寺グループの総帥にして麺王七人衆の上に立つ「麺帝王」。「ラーメン界の覇王」と呼ばれ、経営力だけでなく、ラーメン職人としての伝説的な技量を併せ持つ。求道者であり、ラーメンには妥協を許さない。榊太陽の実父であり、妻の榊広恵とは離婚している。太陽を神宮寺グループに招き入れようとしたり、麺王杯に参加させたりするなど、実子としてだけではなくラーメン職人としても太陽に注目している。師匠は与田老人。
終盤、視力が衰えていることが判明。その状態で与田老人を助手に太陽と麺王杯決勝を戦う。
津久井亮介（つくい りょうすけ）
神宮寺グループの技術スタッフ室室長。神宮寺雷蔵の片腕のような存在である。かつてはラーメン職人であったが、神宮寺雷蔵の圧倒的実力の前に職人として潰された。麺王杯決勝で太陽の食べたラーメンによって想いを取り戻し、倒れた与田老人に代わって神宮寺雷蔵の助手を務める。
皇朔夜（すめらぎ さくや）
神宮寺グループの少年幹部。神宮寺雷蔵が自分よりも榊太陽を寵愛することを逆恨みし、東雲高校ラーメン部に入部し部員を巧みに誘導して、ラーメン部から太陽の居場所を奪う。
神宮寺グループにおいて数多くのレシピを手がけ、それらは「皇レシピ」と呼ばれるが、難易度が高すぎて熟練職人でも再現することが難しいきらいがある。
ラーメン以外に何もない孤独な身であったが、100円ラーメンチェーンとの戦いで太陽と共闘するなかでラーメンを通した人との繋がりに気付き、太陽とも和解する。孤児であったが榊家に引き取られ、太陽と一緒に生活することになる。

#### 麺王七人衆
麺華王 朱扇華（めんかおう しゅ せんか）
中国の曲芸団出身で、扇子を使った芸術的な麺削りや麺上げを得意とする。麺王杯で太陽と麺勝負をするが、日本人向けの麺の硬さを見誤ったため敗れる。麺のアーティスト鳳レイに麺打ちを教えたことがある。
麺炎王 前原克也（めんえんおう まえはら かつや）
人気ロックバンド「シュバルツ」のギター。音楽活動と平行してラーメン屋でバイトをして渡り歩いている。「味噌ラーメンは最高のステージライブ」と称し、麺王杯で太陽と味噌ラーメン勝負をするが、太陽の「一杯ごとに味を変える即興セッションのようなラーメン」に敗れる。
麺機王 広瀬真太郎（めんきおう ひろせ しんたろう）
データを入力すればあらゆるラーメンを再現できるロボット「麺機神」を開発し、麺王杯で太陽と勝負する。優勢に試合を進めるが、神宮寺グループにより麺機神に自動学習システムを組み込まれたうえで広瀬本人は「不要」と断ぜられ、それを機会にラーメン職人にとって一番大切な物に気付いて試合を放棄する。
麺聖王 永心（めんせいおう えいしん）
京都・典道寺の修行僧。高齢層が中心の参拝客に振る舞うラーメンは、動物性素材が一切入っていない精進料理である。麺王杯で太陽と精進麺対決をし、幻の食材茶樹きのこを使用して太陽に麺王杯唯一の黒星を付けるが、その後の麺王杯出場は辞退する。
麺海王 海神嵐十郎（めんかいおう わだつみ らんじゅうろう）
「海を知りつくした男」と呼ばれる。神宮寺雷蔵とは旧友であり共に与田老人に学んでいる。榊広恵とも面識がある。神宮寺の手法に反目しているため、麺王の1人でありながらも、神宮寺グループとの関わりあいは避けている。
傷心して海岸で波に飲まれた太陽を漁船で助け上げ、麺王杯で太陽とタッグを組んで久保隼人・皇朔夜と魚介系ラーメン勝負をする（勝負は雨天中止による無効）。
麺伶王 獅子堂啓介（めんれいおう ししどう けいすけ）
料理業界の経営に長けたフードコーディネーター。100円ラーメンチェーンとの戦いでは、グループ全体を指揮するだけでなく、とんこつラーメン職人としての腕も振るったが、対戦相手となる店に入ったアルバイト・中谷内健吾のために唯一の負けを喫する。
麺仙王 小山望（めんせんおう こやま のぞむ）
客に60年以上完璧なラーメンを出し続ける男。麺王杯での太陽との対決を控えた中谷内健吾にバランスの取れた完璧なラーメンを教え込む。
麺王杯準決勝の対戦相手として神宮寺雷蔵に指名され対戦し敗れるとともに倒れて入院する。

### その他
与田勉（よだ つとむ）
伝説のラーメン職人で、若いころは屋台を引いて全国行脚の修行をしていた。その心がこもったラーメンは、ときに食べた人に虹を見せる。「ラーメン与田」の店主で、高齢のため店を閉じようとしていたが、太陽たちが手伝いを買って出たことで、太陽を弟子として指導することになる。年齢のため一度は倒れて生命も危ぶまれる状態になるが、太陽たちラーメン部の作ったラーメンを前に奇跡的に持ち直した。太陽にラーメン職人として大切な物を教える良き指導者であったが、太陽が麺王杯に出場する前に太陽たちの前から姿を消す。その後、「神の舌」を持つ中谷内健吾に目を付け、太陽ではなく中谷内健吾を鍛えて弟子である神宮寺雷蔵の打倒を志す。
終盤に物語当初から舌が衰えていたこと（店をたたむ理由の1つだった）が明らかにされ、麺王杯決勝にて神宮寺雷蔵の助手として太陽と対戦。決勝戦のさなかに倒れ、決勝戦後に永眠した。
榊広恵（さかき ひろえ）
太陽を女手1つで育てた母親。神宮寺雷蔵の妻であったが、家庭よりもラーメンに傾倒する雷蔵に耐えかねて離婚する。このことが原因でラーメンが嫌いになり、息子の太陽をラーメンに触れさせないようにして育てるが、太陽はラーメンと出会ってしまい、父と同じくラーメン職人の道を歩むことになる。
荻野圭次（おぎの けいじ）
オギノ製粉の社長。与田老人の弟子の1人。与田老人の紹介でラーメン部のコーチとなり、麺作りのアドバイスをしたり会社の施設をラーメン部に提供するなどして、ラーメン部を支援する。
かつてはラーメン職人であったが、魔性の小麦である「天虹」に手を出し、それを扱いきれなかったことで職人としての自信を喪失して、ラーメンを作れなくなった。
金城良次（きんじょう りょうじ）
琉球新麺「通堂」の店長。ラーメン文化の無い沖縄に新しい沖縄ラーメンを創ることを目指し、榊太陽と「博多一風堂」の店長である河原成美の協力を得て、琉球新麺を完成させる。金城、河原はともに実在の人物である。
藤堂修平（とうどう しゅうへい）
神宮寺グループ傘下の「つけ麺天国」をチェーン展開し、「松寿軒」乗っ取りを画策して太陽とつけ麺勝負をする。客の気持ちを考えなかったため敗れ、心を入れ替えて「松寿軒」の跡取りとして出直す。
麗花（れいか）
麺王杯で朱扇華との勝負を控えた太陽の前に突然現われた謎の美女。朱扇華との勝負で太陽の助手を務める。その正体は鳳レイである。
百田昇（ももた のぼる）
新進気鋭のみそラーメン職人。荻野コーチの紹介で、麺王杯でみそラーメン勝負をする太陽の手助けをする。その後、100円ラーメンチェーンとの戦いでは神宮寺グループの助っ人として参加する。みそラーメン作りの腕前は麺炎王・前原克也に匹敵する。
中谷内健吾（なかやち けんご）
「神の舌」を持ち、食べた料理に使われた食材を全て言い当て、その料理を再現することができる天才。軽井沢の山中で与田老人と出会い、神の舌を披露して屋台を譲られる。その後、打倒・神宮寺雷蔵の目的の元に与田老人に指導され、獅子堂啓介、海神嵐十郎を倒し、太陽の前に立ちはだかる。
『虹色ラーメン』を連載する前に白泉社の『ヤングアニマル』で連載された馬場民雄によるラーメン漫画『ご馳走さま!』の主人公である。
小山と神宮寺雷蔵との対戦に立ち会い、雷蔵の完璧なラーメンを食べたために「黒い虹」を見せられラーメンが作れない状態になるが、太陽の作ったラーメンを食べ復活を遂げる。
剛田徳治郎（ごうだ とくじろう）
100円ラーメンチェーンの社長。「東の神宮寺、西の剛田」と呼ばれ、神宮寺グループと熾烈な勢力争いをしており、安藤清福の提案で中京地区を賭けたグループ同士のラーメン対決をする。
安藤清福（あんどう きよふく）
早川食品の名誉会長で、「インスタントラーメン王」と呼ばれる老人。若き日の与田と共に世界初のインスタントラーメンを開発し、「ラーメン」の名を世界中に普及させる。モデルは日清食品の創業者の安藤百福。第三回ラーメン甲子園では大会の会長としても登場している。
アンジェロ・フィオレ
原田ひかりの前に突然現われたイタリアのNo.1パスタ職人。ひかりに一目惚れしており、ひかりを巡って太陽と麺勝負をする。
来日の真の目的は神宮寺雷蔵にパスタで虹を見せることであったが、雷蔵の出したうどんに「黒い虹」を見せられ返り討ちに遭う。その後、料理ができない状態になっていたが、中谷内健吾ともども太陽のラーメンによって復活する。
加賀美紀子（かがみ のりこ）
太陽の一学年上の女生徒。初登場時は生徒会長。登場時には背景にバラが描かれる美女。
加賀美は太陽に交際を申し込むが、恋愛に疎い太陽にラーメン部多忙を理由に断られる。その後もストーカーまがいに太陽の後をつけまわしていたりする。
杉あやめ（すぎ あやめ）
太陽の一学年上の女生徒。生徒会執行部、弓道部に所属。ちはやの姉。

## 用語
ラーメン甲子園
テレビ番組「キッチンウォーズ」で高校生ラーメン職人の太陽が優勝したことで機運が高まり、開催された大会。全国の高校生ラーメン職人が参加する。予選は日本をブロック別にしたリーグ戦方式で、本戦はトーナメント方式。
表立ってはいないが、神宮寺グループが開催に携わっている。
第一回〜第三回の優勝者はそれぞれ榊太陽、久保隼人、皇朔夜。
麺王
神宮寺グループの中において、特に優秀なラーメン職人に与えられる称号。獅子堂啓介のように企業経営に密着する者から、海神嵐十郎のようにほとんどグループに関わってない者までいる。
麺王杯
1年に1度、神宮寺グループが主催する、プロのラーメン職人の技能競技大会。グループ内外を問わず広く参加者を募り、事実上の神宮寺グループ後継者選抜大会となっている。マスコミには非公開である。大会はある程度の期間に渡って行われ、対戦者には対戦前に神宮寺グループから通達が送られる。優勝者には「麺帝王」の称号が与えられる。大会全体の組み合わせははっきりと示されていない。
神宮寺レシピ
神宮寺グループが開発し、全国のラーメン店に売っている秘蔵のレシピ。レシピ通りにラーメンを作れば行列店となることが約束されているため、何千万円という高値で取引される。その多くは皇朔夜が作っている。
鳳凰
最高級の国内産小麦。ラーメンの麺にするには問題も多く、取り扱いは困難。鳳レイが自分のラーメンに用いている。
天虹
中国産の小麦。「幻の名麦」と呼ばれ、その完璧な味と香りがラーメン職人を惹きつけるが、ラーメン用の小麦として扱うことが非常に難しく、ラーメン職人の自信を喪失させ、ときには職人生命を終わらせてしまうことから「魔性の粉」とも呼ばれる。太陽は天虹のつなぎに鳳凰を使うことで、問題を解決した。
作中で天虹を扱いきれたのは榊太陽と神宮寺雷蔵の2人のみとされる。ラーメン部が「ラーメン与田」で普段出すラーメンには天虹は使われていない。

## 関連
- 『ご馳走さま!』 - 馬場が本作以前に連載していたラーメン漫画。中谷内健吾をはじめ、ラーメン甲子園で解説を行っていたラーメン批評家「北三千夫」なども登場している。
- 『麺屋台ロード ナルトヤ!』 - 本作の次に馬場が連載した漫画。直接の続きではないが、榊太陽の名前が出てきたり、明言はされていないが与田老人が武者修行時代に使用していた屋台が登場する。